# Jonas Martens
Jonas Martens (* 23. Januar 2000 in Cuxhaven) ist ein deutsch-polnischer Schauspieler.

## Leben
Martens war erstmals im Jahr 2018 in der zweiten deutschen Netflix-Produktion, Dogs of Berlin, als Konzertbesucher des Rappers Haftbefehl zu sehen. Im selben Jahr spielte er den Schüler Klaas in der TV-Serie Meine Klasse – Voll das Leben. Die Serie wurde zunächst werktags auf Sat.1 ausgestrahlt und später ausschließlich auf YouTube fortgesetzt, wo sie insgesamt über 15 Millionen Aufrufe erzielte (Stand: April 2025).
Martens war Protagonist in Zeig's allen – zeig Zivilcourage, einem Social Spot des Weißen Ringes.
Im Jahr 2023 war Martens in Saboteur zu sehen, einem Kurzfilm, der im Rahmen des Burgas International Film Festivals in Bulgarien in der Burgas Corner Section gezeigt wurde.
Im November desselben Jahres erschien der Kinofilm Die Tribute von Panem – The Ballad of Songbirds and Snakes, in dem Martens als Eliteschüler der Academy mitwirkte. Bereits drei Tage nach Release hatte der Film rund 100 Millionen US-Dollar eingespielt und landete somit auf Platz 1 der weltweiten Kinocharts.
Darüber hinaus war Martens Teil des Projekts Xoftex, das auf dem Filmfest München 2024 aufgeführt wurde.
Martens absolvierte eine Schauspielausbildung in Berlin.
Er ist Mitglied im Bundesverband Schauspiel (BFFS).

## Filmografie (Auswahl)
- 2018: Dogs of Berlin (Fernsehserie)
- 2019: Meine Klasse – Voll das Leben (Fernsehserie)
- 2023: Saboteur (Kurzfilm)
- 2023: Die Tribute von Panem – The Ballad of Songbirds and Snakes (Kinofilm)
- 2024: Xoftex (Kinofilm)